# ویکتور دریجا
ویکتور دریجا (انگلیسی: Víctor Drija؛ زادهٔ ۱۶ ژانویهٔ ۱۹۸۵) خواننده، بازیگر، طراح رقص، آهنگساز، مجری، رقصنده و بازیگر تلویزیون اهل ونزوئلا است. وی از سال ۲۰۰۷ میلادی تاکنون مشغول فعالیت بوده است.